# Cheteoscelis clarkei
Cheteoscelis clarkei là một loài bướm đêm trong họ Geometridae.